# Anosy Tsararafa
Anosy Tsararafa est une commune urbaine malgache située dans la partie nord-est de la région d'Atsimo-Atsinanana.

## Démographie
En 2001, le recensement avait dénombré environ 20 000 habitants.

## Économie
L'économie d'Anosy est essentiellement agricole. On y cultive principalement le riz (dont une variété locale de riz rouge, très goûtu) et le litchi puis, en quantité moindre, le café et le manioc, dont on cuisine aussi les feuilles. Ces cultures font vivre plus de 90 % de la population.